# Dobrovillea, Vasîlkivka
Dobrovillea (în ucraineană Добровілля) este localitatea de reședință a comunei Dobrovillea din raionul Vasîlkivka, regiunea Dnipropetrovsk, Ucraina.

## Demografie
Componența lingvistică a localității Dobrovillea
     Ucraineană (94,66%)
     Rusă (4,99%)
Conform recensământului din 2001, majoritatea populației localității Dobrovillea era vorbitoare de ucraineană (94,66%), existând în minoritate și vorbitori de rusă (4,99%).